# Американські райки
Американські райки (Hemiphractidae) — родина земноводних підряду Neobatrachia ряду безхвості. Має 5 родів й 101 вид. Тривалий час вважалася підродиною райкових. Тепер низка вчених виділяє з цієї родини самостійні родини Amphignathodontidae та Cryptobatrachidae.

## Опис
Загальна довжина представників цієї родини коливається від 1,5 до 11 см. За своєї будовою у багато в чому схожі на представників родини Райкові. У більшості голова середнього або маленького розміру, окрім роду Hemiphractus, у яких трикутна, загострена морда. Очі переважно великі із горизонтальними зіницями. Мають 2 пари колоколоподібних зябер. Особливістю цих земноводних є те, що самиця носить яйця на спині, де вони розвиваються у пуголовок. За формою й засобом пересування цих райок з ікринками на спині розрізняють роди американських райок. Відсутні таки торби (або мішечки) лише у видів Hemiphractus.

## Спосіб життя
Полюбляють тропічні та субтропічні ліси, гірські місцини. Зустрічаються на висоті до 2000—4000 м над рівнем моря. Доволі полохливі тварини. Активні переважно вночі. Живляться дрібними безхребетними.
Це яйцекладні амфібії. Самиця відкладає до 300 яєць різного розміру. У більшості видів відсутня стадія вільного пересування пуголовок.

## Розповсюдження
Мешкають у Центральній та Південній Америці. Звідси походить й назва цих райок.

## Роди
- Cryptobatrachus
- Flectonotus
- Gastrotheca
- Hemiphractus
- Stefania